# Daniel L. Vidart
Daniel L. Vidart war ein uruguayischer Politiker.
Vidart, der der Partido Colorado angehörte, saß er in der 28. Legislaturperiode zunächst als stellvertretender Abgeordneter vom 7. Januar 1924 bis zum 14. Februar 1926 für das Departamento Paysandú in der Cámara de Representantes. In der folgenden Wahlperiode war er dort dann als gewählter Volksvertreter für dieses Departamento vom 15. Februar 1926 bis 14. Februar 1929 vertreten.